# 大山幸綱
大山 幸綱（おおやま ゆきつな）は、安土桃山時代から江戸時代前期にかけての薩摩国島津氏家臣。

## 生涯
先祖は源平合戦（治承・寿永の乱）で活躍した佐々木高綱で、その次男・野木光綱の子である行綱が薩摩へ下向したのが、九州に根を張る始まりとなった。
或る時、島津義弘が罪人を討ち果たさんとした際のこと、その罪人が稲殻に躓き倒れたところを幸綱が討ち取った。それにより義弘より感状と稲介の名を賜り、以後より自らの代を限りに弟の綱宗共々、髪を茶筅髷にするようになった。
天正18年（1590年）、義弘次男の久保が小田原征伐に進軍する際はこれに同行し、文禄の役の際は兵具奉行として朝鮮へ渡海した。また、朝鮮にて久保が鉄砲にて虎狩りをしようとした際はその御前へ出向いて、危険であるから自身の肩から鉄砲を撃つよう述べ、鉄砲を自らの肩に乗せて久保が虎の頭を撃ち抜く手助けをした。慶長3年（1598年）の露梁海戦の際には深手を負い海に投げ出されたが、味方の船に救助され命拾いしている。
寛永12年（1635年）に死去。享年68。孫からは先祖の佐々木氏に復姓している。